# دریاچه انکاسکوچا
دریاچه انکاسکوچا (به اسپانیایی: Lake Ancascocha) یک دریاچه در پرو است که در منطقه آیاکوچو واقع شده‌است.